# Christuskirche (Schwabmünchen)

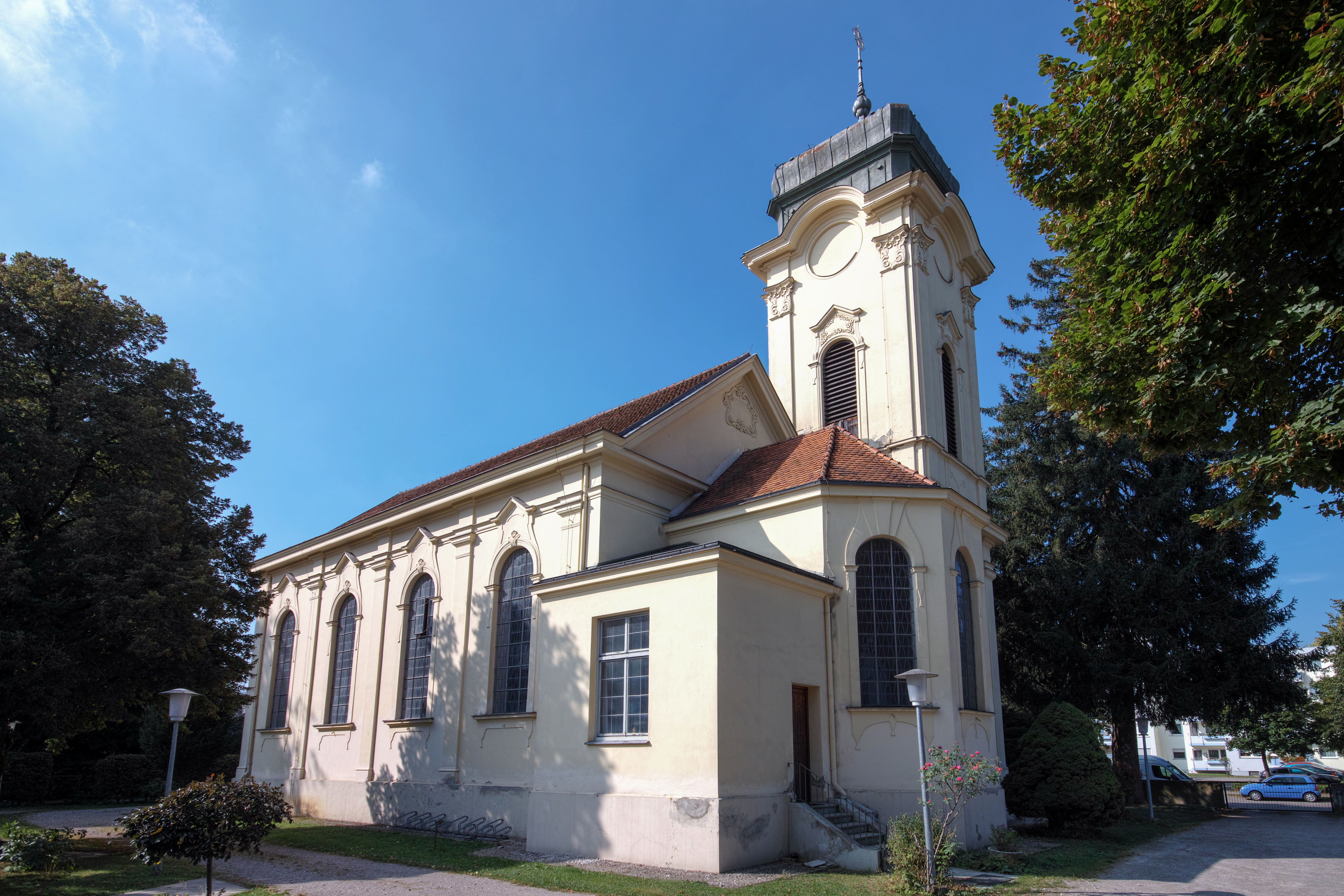
Christuskirche in Schwabmünchen

Die evangelisch-lutherische Christuskirche steht in
Schwabmünchen, einer Stadt im schwäbischen Landkreis Augsburg von Bayern. Das Bauwerk ist in der Liste der Baudenkmäler in Schwabmünchen als Baudenkmal unter der Nr. D-7-72-200-23 eingetragen. Die Pfarrei gehört zum Dekanat Augsburg des Kirchenkreises Augsburg der Evangelisch-Lutherischen Kirche in Bayern.

## Beschreibung
Die neobarocke Saalkirche wurde 1901 erbaut. Sie besteht aus einem Langhaus, einem eingezogenen, dreiseitig geschlossenen Chor im Osten und einem Chorflankenturm an dessen Nordwand, der mit einer gedrückten Haube bedeckt ist.